# Mimi Lieber
Mimi Lieber (Cleveland (Ohio), 1 maart 1956) is een Amerikaanse actrice en toneelchoreograaf. 

## Carrière
Lieber begon in 1978 met acteren in de film Grease. Hierna heeft ze nog meerdere rollen gespeeld in films en televisieseries zoals Sgt. Pepper's Lonely Hearts Club Band (1978), Corrina, Corrina (1994), SeaQuest DSV (1994), Early Edition (1998-1999), Judging Amy (2000-2005), Law & Order (2003-2006) en The Naked Brothers Band (2008).
Lieber spelt ook in het theater, in 2002 speelde ze op Broadway de rol van Clara in I'm Not Rappaport, en hierna speelde zij nog meerdere rollen op Broadway. 

## Filmografie

### Films
- 2018 Indecent - als Esther
- 2009 Everybody's Fine – als Jean Goode (stem)
- 2007 Arranged – als Sheli Meshenberg
- 2005 The Thing About My Folks – als Bonnie
- 2003 Just Another Story – als Gracie
- 2001 Frank's Last Dance – als Molly
- 2001 March – als Mary Fromm
- 1999 Locust Valley – als Lady Olivia
- 1998 Bulworth – als mevr. Liebowitz
- 1997 Breast Men – als vertegenwoordigster
- 1994 Corrina, Corrina – als Rita Lang
- 1993 Ghost in the Machine – als Marta
- 1993 Wilder Napalm – als slangenvrouw
- 1991 To the Moon, Alice – als yuppie vrouw
- 1990 Appearances – als Teresa
- 1989 L.A. Takedown – als Elaine Cerrito
- 1987 White of the Eye – als Liza Manchester
- 1986 Last Resort – als Mimi
- 1982 Night Shift – als Linda
- 1978 Kiler’s Delight – als hoer
- 1978 Sgt. Pepper's Lonely Hearts Club Band – als danseres
- 1978 Grease – als danseres

### Televisieseries
Uitgezonderd eenmalige gastrollen.
- 2008 The Naked Brothers Band – als choreograaf – 2 afl.
- 2003 – 2006 Law & Order – als Wendy Weiss – 3 afl.
- 2000 – 2005 Judging Amy – als Thelma Ryan – 4 afl.
- 2000 Brutally Normal – als moeder van Russell – 2 afl.
- 1998 – 1999 Early Edition – als Molly Greene – 3 afl.
- 1995 – 1996 Dave's World – als Celia – 2 afl.
- 1989 Wiseguy – als Connie Merullo – 2 afl.

## TheaterwerkBroadway

### Actrice
- 2017 Indecent - als actrice
- 2014 Act One - als Lillie Hart / Helen
- 2013 The Snow Geese - als danseres
- 2005 Brooklyn Boy - als Melanie Fine
- 2002 I'm Not Rappaport - Clara

### Choreografie
- 2014 Act One
- 2010-2011 The Merchant of Venice

- Library of Congress Control Number: no2009173667
- Virtual International Authority File: 101576790
- WorldCat: E39PBJqBvghM7jH3fyVGpCcVmd